# Guignol

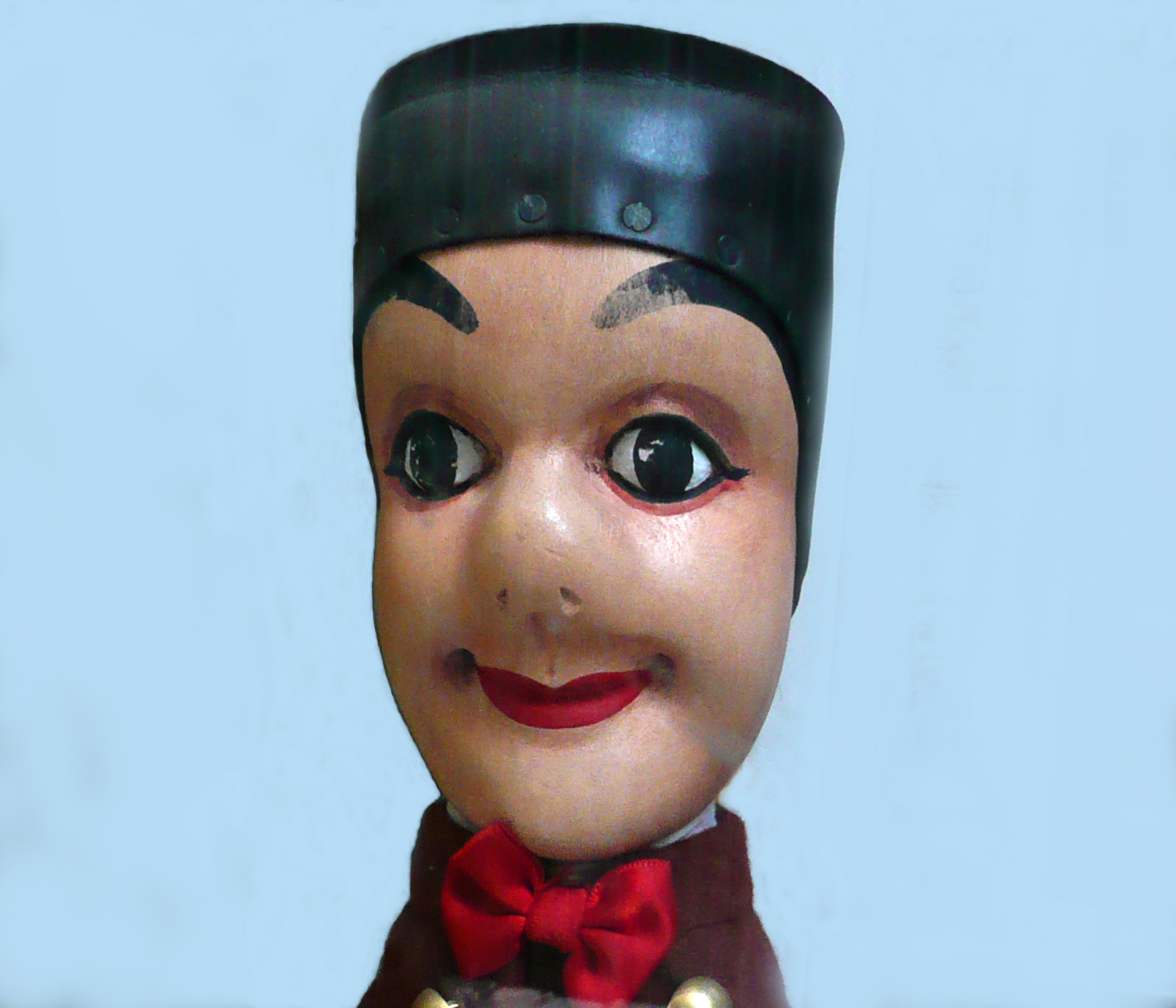
Guignol in Lyon.

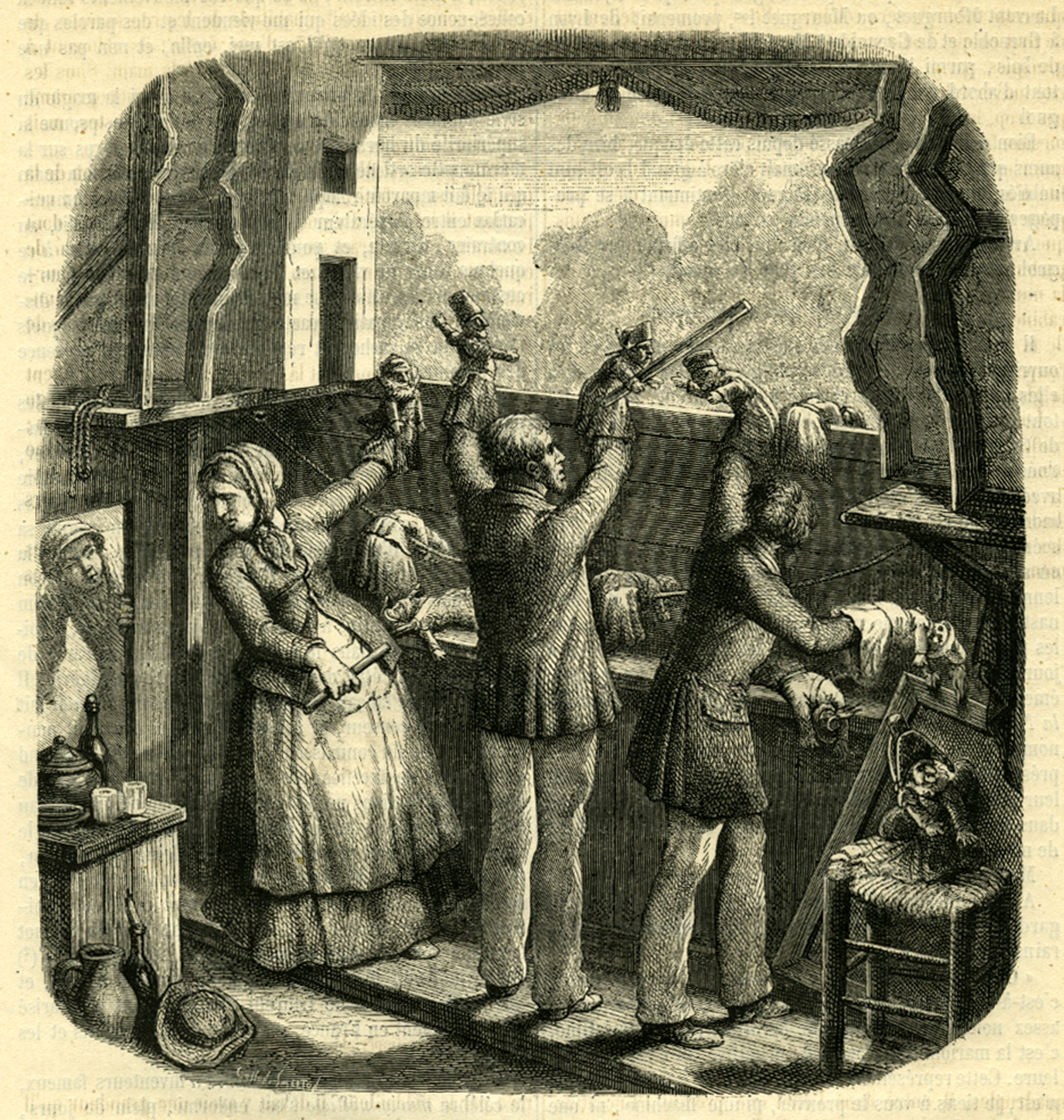
Le Théâtre de Guignol, aus: Magasin Pittoresque, Bd. 38, Nr. 44, Octobre 1870, S. 345.

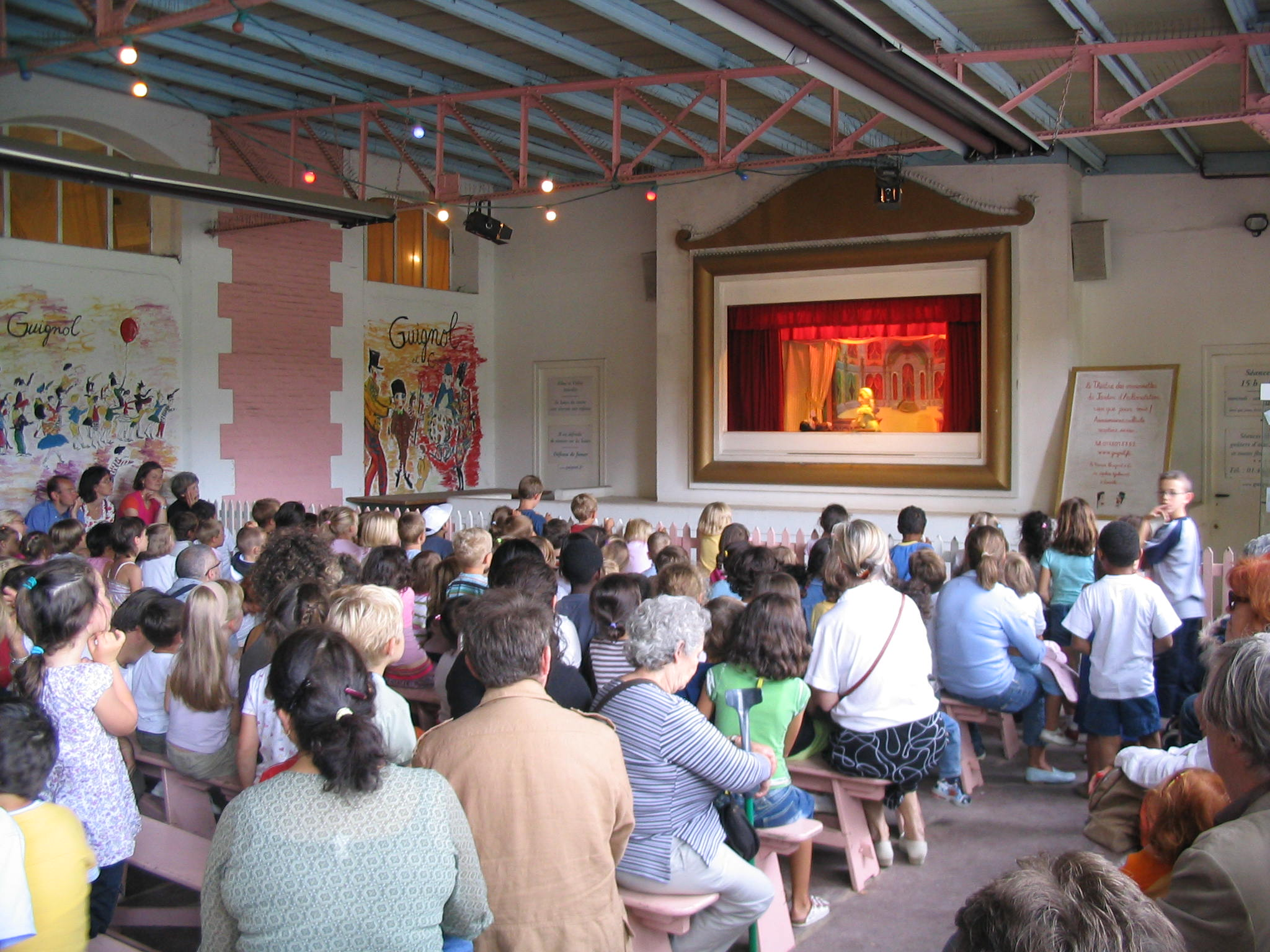
Guignol in Paris.

Guignol ist der komische Held des französischen Puppenspiels. Er entspricht dem deutschen Kasper. Sein Name ging auf die Vorführungsorte der entsprechenden Schauspiele über (Le Guignol), die gelegentlich auch als Marionettentheater bezeichnet werden (im Französischen werden sowohl Handpuppen als auch Fadenpuppen als marionnette bezeichnet).
Die Handpuppe Guignol wurde zwischen 1810 und 1812 vom beschäftigungslosen Arbeiter Laurent Mourguet in Lyon geschaffen und soll seine eigenen Gesichtszüge tragen. Guignols treuer Freund ist Gnafron (nach Laurents Freund benannt), sein Widersacher der Gendarm Flageolet.
Lyon wurde durch ihn zur französischen Hauptstadt des Puppentheaters.
Schnell fand das „Phänomen“ Guignol Aufnahme in Paris. Ab 1836 feierte er in dem ältesten noch bestehenden Pariser Guignol-Theater in den Gärten der Champs-Elysées seine ersten großen Erfolge. Weitere Puppentheater entstanden unter anderem im Parc des Buttes-Chaumont (Guignol Anatole seit 1892) und Parc Montsouris, im Jardin du Luxembourg, auf dem Champ-de-Mars beim Eiffelturm sowie im „Jardin d’Acclimatation“ (Bois de Boulogne) und im „Parc Floral“ (Bois de Vincennes). Mit jährlich bis zu 150.000 Besuchern (Guignol du Jardin d’Acclimatation) zählen sie zu den beliebtesten Ausflugszielen der Pariser Kinder und ihrer Familien.

## Guignol und Les Guignols de l'info
Besonders im Ausland wird der traditionelle Guignol mit der satirischen Fernsehsendung Les Guignols de l’info des französischen Bezahlsenders Canal+ verwechselt. Hier handelt es sich um ein französisches Wortspiel, das ins Deutsche übersetzt „Politisches Puppentheater“ (Polit-Satire) bedeutet.